# 帕蒂·芬迪克
帕蒂·芬迪克（英語：Patty Fendick，1965年3月31日—），美国女子网球运动员，毕业于斯坦福大学，1982年成为职业球手。他曾获得澳大利亚网球公开赛女子双打冠军。她于1995年退役。